# Pseudobunocephalus lundbergi
Pseudobunocephalus lundbergi és una espècie de peix de la família dels aspredínids i de l'ordre dels siluriformes.

## Morfologia
- Els mascles poden assolir 2,9 cm de longitud total.[3]

## Hàbitat
És un peix d'aigua dolça i de clima tropical.

## Distribució geogràfica
Es troba a Sud-amèrica: Colòmbia i Veneçuela.